# Sandinista!
Sandinista! è il quarto album della band inglese The Clash, pubblicato nel 1980.

## Descrizione

### Storia del gruppo
Sandinista! venne pubblicato il 12 dicembre del 1980 come triplo LP, e successivamente come doppio CD. È l'album dei Clash che contiene più contaminazioni dai vari generi musicali (jazz, dub, reggae, ska, rockabilly) nonché le sperimentazioni più avanzate, presenti soprattutto nel terzo disco. L'album fu registrato durante il 1980, tra Londra e New York. Tra gli ospiti dell'album possiamo citare Mikey Dread (produttore, cantante e dj giamaicano), Ellen Foley (che al tempo era la fidanzata di Mick Jones) e Tymon Dogg, che compose e suonò il violino nel pezzo Lose this Skin. Dogg farà parte successivamente dei Mescaleros di Joe Strummer.
Per la prima volta, i pezzi vengono accreditati come composti da tutti e quattro i componenti dei Clash, non come negli album precedenti dove le canzoni erano per la maggior parte scritte dalla coppia Strummer/Jones.
I singoli estratti da Sandinista! in Inghilterra furono The Call Up, Hitsville U.K. e The Magnificent Seven, che fu accreditata come primo pezzo rap inglese e primo singolo rap eseguito da un gruppo di bianchi.
L'album è stato rimasterizzato e ripubblicato nel gennaio del 2000, come il resto della produzione del gruppo.

### Origine del titolo
Il titolo prende spunto dall'organizzazione di guerriglieri del Nicaragua, i sandinisti, che l'anno precedente avevano destituito il presidente Anastasio Somoza Debayle. Successivamente, i Clash dichiararono che l'ispirazione per il titolo venne loro data dal tentativo dell'allora premier Margaret Thatcher di proibire l'uso della parola sandinista.

### Pubblicazione e critiche
Sebbene sia ormai considerato uno dei migliori album rock del secolo (per la complessità e l'estrema contaminazione di generi), all'uscita il disco non trovò una critica favorevolissima. Diversi fan, appassionati degli album precedenti The Clash e London Calling più classici e punk, non si dichiararono contenti di Sandinista e manifestarono in più occasioni la loro delusione. Tra questi ricordiamo diverse future star del rock tra cui Kurt Cobain, leader dei Nirvana, che affermò di essere rimasto deluso da Sandinista in quanto "non corrispondeva affatto all'idea che si era fatto del punk".

## Tracce
La suddivisione in dischi e lati qui riportata è quella originale dei tre dischi in vinile. Nell'edizione in compact disc l'ordine dei brani è lo stesso ma i dischi sono soltanto due: il primo CD contiene il primo disco in vinile e il lato A del secondo disco, il secondo CD contiene il lato B del secondo disco in vinile e tutto il terzo disco.
Tutti i brani sono accreditati ai The Clash, tranne dove specificato.

### Disco 1

#### Lato A
1. The Magnificent Seven - 5:33
2. Hitsville U.K. - 4:21
3. Junco Partner - 4:52 (anonimo)
4. Ivan Meets G.I. Joe - 3:05
5. The Leader - 1:42
6. Something About England - 3:42

#### Lato B
1. Rebel Waltz - 3:26
2. Look Here - 2:45 (Mose Allison)
3. The Crooked Beat - 5:28
4. Somebody Got Murdered - 3:34
5. One More Time - 3:32 (The Clash/Mickey Dread)
6. One More Dub - 3:36 (The Clash/Mickey Dread) (Dub version di "One More Time")

### Disco 2

#### Lato A
1. Lightning Strikes (Not Once But Twice) - 4:51
2. Up in Heaven (Not Only Here) - 4:31
3. Corner Soul - 2:42
4. Let's Go Crazy - 4:24
5. If Music Could Talk - 4:36 (The Clash/Mickey Dread)
6. The Sound of the Sinners - 4:01

#### Lato B
1. Police on My Back - 3:17 (The Clash/Eddy Grant)
2. Midnight Log - 2:10
3. The Equaliser - 5:46
4. The Call Up - 5:28
5. Washington Bullets - 3:51
6. Broadway - 5:49

### Disco 3

#### Lato A
1. Lose This Skin - 5:08 (Tymon Dogg)
2. Charlie Don't Surf - 4:54
3. Mensforth Hill - 3:42
4. Junkie Slip - 2:48
5. Kingston Advice - 2:37
6. The Street Parade - 3:28

#### Lato B
1. Version City - 4:23
2. Living in Fame - 4:52 (The Clash / Mikey Dread) (Dub Version di "If Music Could Talk", voce di Mikey Dread)
3. Silicone on Sapphire - 4:14 (Dub Version di "Washington Bullets")
4. Version Pardner - 5:23 (anonimo, Dub Version di "Junco Partner")
5. Career Opportunities - 2:30
6. Shepherds Delight - 3:27 (The Clash / Mikey Dread, strumentale)

## Contenuto

### The Magnificent Seven
(Joe Strummer)
L'idea della canzone nasce dall'ascolto, da parte dei Clash, dei primi artisti hip hop di New York, come gli Sugarhill Gang e Grandmaster Flash. Il rap era, all'epoca, ancora un genere musicale nuovo ed emergente e i Clash, in particolare Mick Jones, ne furono molto impressionati. The Magnificent Seven venne costruita attorno a un loop di basso funky suonato da Norman Watt-Roy dei Blockheads. Il titolo deriva dall'omonimo film western del 1960 di John Sturges. Il testo tratta tematiche legate al lavoro, al consumismo e ai media. I primi versi narrano della noiosa giornata di un tizio che si sveglia e va a lavorare, non per il proprio interesse, ma per acquistare oggetti alla sua ragazza. Joe Strummer scrisse le parole sul momento, nello studio Electric Lady, all'inizio delle sessioni di Sandinista!. Una tecnica che fu usata anche per l'altra traccia rap dell'album, Lightning Strikes (Not Once But Twice).

### Hitsville UK
Il titolo è un riferimento alla Motown Records, l'etichetta soul/R'n'B americana, che aveva denominato Hitsville USA la propria sede a Detroit. Ricco di influenze gospel e soul, la parte vocale venne affidata alla cantante-attrice statunitense Ellen Foley, all'epoca fidanzata di Mick Jones.
Il testo fa riferimento all'emergente scena delle etichette indipendenti britanniche (come Small Wonder, Rough Trade, Fast Product, Factory), tra la fine degli anni '70 e l'inizio degli anni '80, messa a confronto con i "mutanti, viscidi e muscolosi" personaggi delle major con le loro "spese messe in conto" e i "buoni pasto", che usano "gonfiare le classifiche" e per vendere i loro dischi. 

### Junco Partner
Cover di una canzone blues registrata per la prima volta da James Waynes, nel 1951, e riproposta in seguito da molti altri artisti. Fu la versione di Richard Hayes a catturare l'attenzione di Joe Strummer, che la registrò con la sua prima band, gli 101'ers. La versione pubblicata su Sandinista! venne in seguito registrata a Kingston, in Giamaica, con diverse influenze reggae.

### Ivan Meets G.I. Joe
Scritta e cantata dal batterista Topper Headon, il brano è la cronaca surreale dell'incontro-scontro a ritmo di disco music tra un soldato americano e uno sovietico su una pista da ballo dello Studio 54 di New York, in un tripudio di suoni da videogioco. Nel fumetto contenuto nel libretto Ivan è rappresentato da un orso e G.I. Joe da un cagnone gigante, che prima picchiano i vari astanti e poi finiscono col darsele di santa ragione, rimanendo entrambi bruciacchiati e malconci nella vignetta finale.

### The Leader
Un brano rock and roll sull'abuso di potere e la manipolazione del consenso. Ispirato ad uno scandalo politico-sessuale che Joe Strummer lesse sul giornale. Alcuni parti del testo fanno riferimento alla cosiddetta festa Man in the Mask, che fu portata alla luce come nello scandalo Profumo. La festa, ospitata dai famigerati scambisti londinesi Hod Dibben e Mariella Novotny, si diceva fosse servita da un maggiordomo che indossava solo un grembiule e una maschera per nascondere la sua identità. Un estratto dell'articolo, a cui la canzone fa riferimento, è incluso nel foglio dei testi allegato all'edizione originale in vinile dell'album, intitolato The Armagideon Times, n.3.

### Something About England
Una delle tante variazioni musicali dell'album, con la band che sperimenta elementi di vaudeville che riportano al Music-hall, uno dei generi musicali più antichi della Gran Bretagna, che risale all'epoca vittoriana ed edoardiana. Mick Jones suona il piano per tutta la canzone e una sezione di fiati composta dal turnista Gary Barnacle, dal padre di Gary (Bill Barnacle, musicista jazz) e da David Yates. Il testo è strutturato come una conversazione tra il narratore (Mick Jones) e un vecchio vagabondo malinconico, interpretato da Joe Strummer.
A causa di questa complessità musicale e anche per la preoccupazione che il primo verso del brano poteva essere male interpretato da alcune fasce del pubblico (They say the immigrants steal the hubcaps of respected gentlemen. They say it would be wine and roses If England were for Englishmen again), la canzone non è mai stata eseguita dal vivo.

### Rebel Waltz
Un brano a tempo di valzer, scritto in tre quarti, un tempo insolito per le canzoni rock. In Rebel Waltz, Strummer riprende una serie di temi che si trovano spesso nelle canzoni e nelle ballads tradizionali: l'idea del sogno che ti trasporta in un posto diverso, il ballo come metafora del combattere o morire, l'idea della guerra che genera guerra. L'ultimo verso (il "fumo delle nostre speranze") suggerisce che la battaglia è persa. Ma il narratore vede l'esercito risorgere per combattere di nuovo.

### Look Here
Look Here è una cover di un brano scritto da Mose Allison nel 1964. Alle atmosfere jazz dell'originale, nella loro versione, i Clash aggiungono degli elementi tipici del be-bop. Il pezzo, che si apre con un coro senza musica,  è suonato con pianoforte, basso, batteria, vibrafono, armonica e chitarra elettrica.

### The Crooked Beat
Brano scritto e cantato dal bassista Paul Simonon, musicalmente ha un incedere tipicamente dub, con basso e batteria in primo piano, punteggiati da innesti di fiati e di chitarra. Una delle ultime canzoni ad essere registrate per l'album Sandinista!, viene spesso considerata il seguito di The Guns of Brixton, brano dell'album London Calling, firmato sempre da Simonon. Il testo è ispirato alla popolare filastrocca inglese There Was A Crooked Man. La canzone non è stata mai eseguita dal vivo dai Clash.

### Somebody Got Murdered
Il testo del brano è stato ispirato da un fatto di cronaca riportato da Joe Strummer. All'inizio del 1980, Strummer fu contattato da Jack Nitzsche, che stava assemblando la colonna sonora del film Cruising di William Friedkin. Nitzsche chiese a Strummer di scrivergli una canzone da inserire nel film. Una sera, mentre Strummer stava rincasando al suo appartamento di Londra, scoprì che un parcheggiatore della zona era stato accoltellato in una discussione per una piccola somma di denaro. Questo incidente ispirò il testo di Somebody Got Murdered. Alla fine la canzone non fu usata nella colonna sonora e quindi venne inclusa nell'album Sandnista!. La parte vocale fu affidata al chitarrista Mick Jones. Il cane che si sente abbaiare nella registrazione è quello di Topper Headon, Battersea. Come disse il batterista: "Volevamo un suono da cane da guardia. Il mio cane non si lasciava toccare da nessuno, così siamo andati in studio, io lo tenevo stretto e ogni volta che volevamo che abbaiasse, Joe mi picchiava!". Somebody Got Murdered ha la particolarità di essere stata la prima canzone dell'album ad essere suonata dal vivo, al Roxy di Los Angeles nell'aprile del 1980. Rimase in scaletta fino a quando Mick Jones non venne licenziato dalla band, nel 1983.

### One More Time / One More Time Dub
Scritta dai Clash e da Mikey Dread, cantante e produttore giamaicano, il brano è incluso nell'album in due versioni: originale e dub. Il testo rimanda alla vita nel ghetti neri. Nel brano c’è anche un riferimento al Boicottaggio dei bus di Montgomery, la protesta civile e politica iniziata nel dicembre del 1955 a Montgomery, capitale dell'Alabama, da Rosa Parks.

### Lightning Strikes (Not Once but Twice)
Il brano può essere considerato quasi una prova generale per i successivi esperimenti hip hop dei Clash, come This Is Radio Clash e Overpowered by Funk. Il brano si apre con una registrazione di Habte Selassie, conduttore del programma radiofonico Labbrish della WBAI. Musicalmente la canzone inizia con una batteria echeggiata su una linea di basso slap di Paul Simonon che rimane il focus musicale principale del brano per tutto il tempo, con pianoforte e chitarre funk che appaiono e scompaiono di volta in volta.

### Up in Heaven (Not Only Here)
La canzone tratta il tema delle squallide condizioni di vita nelle case popolari in Inghilterra: torri alte e mal costruite che assomigliano sempre di più a un organo a canne ("A giant pipe organ up in the air, you can't live in a home which should not have been built") e simili a prigioni, che alimentano una rabbia ribollente che alla fine deve essere sfogata su qualcuno o qualcosa. Alcune parti del testo provengono dalla canzone United Fruit di Phil Ochs, presente nell'album Sings for Broadside del 1976. La voce solista è di Mick Jones, cresciuto nelle zone operaie del sud di Londra, anche se il testo è di Strummer.

### Corner Soul
Un brano dalle atmosfere roots reggae, cantato da Joe Strummer, con Ellen Foley in veste di seconda voce. Il testo di Strummer è un tentativo di mettere in luce le crescenti tensioni nelle strade dei centri urbani della Gran Bretagna che sarebbero esplose poi in rivolte nell'estate del 1981. Il verso "Is the music calling for the river of blood?" (questa musica chiama un fiume di sangue?) è un possibile riferimento ad una controversa affermazione del politico britannico Enoch Powell che, durante un comizio tenuto a Birmingham, nel1968, disse che l'immigrazione di massa avrebbe portato a guerre razziali e a "fiumi di sangue". Il brano è stato eseguito per la prima volta dal vivo nella data di debutto del tour Impossible Mission, nell'aprile 1981.

### Let's Go Crazy
Brano con influenze calypso-funk, attestato anche dal riferimento nel testo a Mighty Sparrow, uno dei più grandi artisti di Trinidad, patria della musica calypso. Nel testo c'è un riferimento all'affondamento della White Star Line (compagnia di navigazione britannica che ha costruito anche il Titanic), simbolo della rivolta giamaicana contro il colonialismo britannico. Fu suonata solo una volta dal vivo, come bis di uno dei loro concerti tenutisi a Barcellona nel 1981.

### If Music Could Talk
Altra incursione dei Clash nella musica reggae. La canzone è caratterizzata da due voci simultanee di Joe Strummer, una in ogni canale stereo, e ciascuna con il proprio testo, scritto con la tecnica del flusso di coscienza. La base armonica è in realtà la stessa di un'altra delle canzoni dell'album, la strumentale Shepherd's Delight, registrata ai Pluto Studios due mesi prima con il produttore Mikey Dread. La band decise poi di rivisitare la traccia e Strummer ne aggiunse un testo con una serie di riferimenti a personaggi della cultura americana come Joe Ely, Errol Flynn, Bo Diddley, Buddy Holly, Jim Morrison o alla canzone di Elvis Presley, Are You Lonesome Tonight?. Gary Barnacle, turnista e amico di lunga data della band, aggiunse degli intermezzi jazz di sassofono quando la canzone fu registrata negli studi Wessex, nell'agosto del 1980. Una versione alternativa, intitolata Living In Fame, con Mikey Dread alla voce solista, è inclusa nel quinto lato dell'album. Per la complessità della base musicale, la canzone non è mai stata inclusa nel set live dei Clash, probabilmente perché la band non sarebbe stata in grado di renderle giustizia in concerto.

### The Sound of Sinners
(The Sound of Sinners)
The Sound of the Sinners, che chiude il terzo lato del disco, affronta un argomento che i Clash hanno raramente toccato nel loro repertorio: la religione. Uno sguardo laterale della religione organizzata e dei sistemi di credenze, con allusioni bibliche come la distruzione delle mura di Gerico (Giosuè 2-3). Il brano, dalle chiare influenze gospel, si chiude con una finta predica dell'attore britannico Tim Curry. Solo dopo tre anni dalla sua uscita la canzone venne inclusa nel repertorio live dei Clash, suonata dal vivo per tutto il 1983 con il nuovo batterista Pete Howard. 

### Police On My Back
Canzone del 1967, originariamente scritta dal chitarrista Eddy Grant e pubblicata dalla sua band, Equals, nel loro secondo album. I Clash trasformarono la versione originale soul-pop in un brano rock carico e potente preservando, però, le chitarre dell'intro che suonano come sirene della polizia. La versione dei Clash vedeva Mick Jones alla voce solista, il chitarrista fu il primo a proporre il brano alla band. "Suonavamo la versione degli Equals sul tour bus, Mick è stato il primo a suonarmela", ha detto il bassista Paul Simonon.Sebbene il testo sia piuttosto scarno, il cantato di Jones, riflette le paure delle persone di colore quando si trovano di fronte all'irrazionalità del razzismo sotto le spoglie delle forze dell'ordine.

### Midnight Log
Una breve divagazione blues, con una struttura rockabilly: l'incedere della batteria di Topper Headon, il riff chitarristico di Strummer, il contrabbasso slap di Paul Simonon, la voce effettata con eco di Jones e con Lew Lewis degli Eddie and the Hot Rods che suona le parti di armonica.

### The Equaliser
Brano dalle atmosfere dub, con testi narrati dal punto di vista dei lavoratori agricoli giamaicani. Una canzone spesso ignorata dai Clash. Joe Strummer, in un'intervista del 1999 alla rivista Q, confessò come questo e altri esempi (come il tour Rock Against the Rich del 1988, travolto dalle proteste del quotidiano Socialist Worker e dalle accuse di ipocrisia su cosa fossero "i ricchi" in primo luogo) accecavano le sue convinzioni idealistiche sociali e a volte lo rendevano ossessionato dall'irraggiungibile.

### The Call Up
Canzone sul tema dell'obiezione di coscienza. Il testo è per lo più un'invettiva contro la guerra e contro l'establishment (la "chiamata" del titolo è la chiamata alle armi). I Clash fanno appello direttamente alla responsabilità individuale dei coscritti, ricordando loro che non devono necessariamente agire secondo l'educazione che è stata loro impartita, e che hanno la possibilità di "non dar retta alla chiamata". Il verso "there is a rose that I want to live for" suggerisce che il cantante è più interessato a una persona cara che a combattere e morire per una causa. Il brano inizia e si chiude con i cori dei Marines statunitensi.

### Washington Bullets
Uno dei brani più sperimentali dei Clash, in stile reggae, con una marimba in primo piano e testi che sono quasi recitati piuttosto che cantati e carichi di politica. Dalla storia imperialista dalla Rivoluzione cubana del 1959, ai sandinisti nicaraguensi degli anni '80, con riferimenti all'invasione della Baia dei Porci, al Dalai Lama, di Salvador Allende e di Víctor Jara e alla sua morte per mano della dittatura militare cilena nello stadio che ora porta il suo nome. Sebbene sia principalmente una critica alla politica estera degli Stati Uniti, l'ultima strofa della canzone critica anche gli stati comunisti facendo riferimento al trattamento dei monaci buddisti nella Repubblica Popolare Cinese durante la Rivoluzione Culturale e l'invasione dell'Afghanistan da parte dell'Unione Sovietica. Questo brano, che la rivista Rolling Stone ha definito "il cuore dell'album", è l'unico nel cui testo compare la parola Sandinista, qui usata in modo sarcastico come accusa nei confronti di chiunque muove critiche all'imperialismo statunitense.

### Broadway
Un altro esempio della sperimentazione dei Clash nell'album Sandinista!: un brano jazz in stile New Orleans sull'incontro con un vagabondo che racconta la storia della sua vita a New York. Suonata per la prima volta dal vivo durante la lunga permanenza dei Clash a New York, nel giugno 1981, è rimasta nel loro set live a intermittenza, per il resto della loro carriera. La canzone si conclude con una breve coda in cui la giovanissima figlia di Mick Gallagher, Maria, canta in modo stentato alcune strofe di The Guns of Brixton, brano dell'album London Calling, accompagnata al pianoforte dal padre.

### Lose This Skin
Brano scritto e cantato dal violinista Tymon Dogg, ex busker londinese ed amico di vecchia data di Joe Strummer, sin dai tempi degli 101'ers e che in seguito si unì alla band di Strummer, i Mescaleros. Canzone dalle influenze folk punk che, grazie soprattutto alla combinazione della voce androgina di Dogg e del martellante riff di violino (suonato sempre da lui), viene spesso citata come una delle migliori composizioni di Sandinista!.

### Charlie Don't Surf
Charlie don't surf è, come molti altri pezzi dell'album, frutto di improvvisazioni. Il titolo riprende una celebre battuta del tenente colonnello William "Bill" Kilgore (interpretato da Robert Duvall) nel film Apocalypse Now del 1979, diretto da Francis Ford Coppola.  Charlie, nella pellicola, era il nome in codice con cui, i militari americani, identificavano i Viet Cong. La citazione più famosa tratta da quel film, "Adoro l'odore del napalm al mattino" ha probabilmente ispirato anche il verso del testo "Charlie's gonna be a napalm star" (Charlie diventerà una star del napalm).Il drone del sintetizzatore all'inizio della canzone è forse anche un riferimento al suono degli elicotteri all'inizio del film. La grande influenza del film sulla canzone non sorprende, dato che Strummer aveva ammesso di essere "diventato ossessionato" dalla pellicola.
Il testo assume la prospettiva di un soldato Vietcong, a cui viene detto di "tenere fuori gli stranieri" ("keep the strangers out"), e presenta una visione contrapposta della politica imperialista americana in Asia dell'epoca, concludendo che gli USA desiderano imporre i propri valori e le proprie convinzioni ad altri paesi con la forza, se necessario. Intervistato dalla rivista Musician, nel 1988, Strummer raccontò una storia su come i Tears for Fears, gruppo degli anni '80, si fossero appropriati di un verso del brano per il titolo della loro hit Everybody Wants To Rule The World.  Strummer disse che mentre si trovava in un ristorante vide Roland Orzabal, principale autore  dei Tears for Fears, e gli disse "mi devi cinque sterline", spiegando che il nome del loro successo era un'esatta copia del primo verso della strofa di Charlie Don't Surf.  A quel punto, Orzabal, si mise la mano in tasca e gli diede una banconota da cinque sterline, ammettendo che in effetti era andata proprio così.

### Mensforth Hill
Uno dei rari brani strumentali dell'album, Mensforth Hill, è una sorta di collage sonoro composto da vari rumori, frammenti e chiacchiere da studio che si vanno a sovrapporre su una versione di Something About England (brano del lato 1) riprodotta al contrario.

### Junkie Slip
Canzone che fa probabilmente riferimento alla dipendenza dall'eroina di Topper Headon che, nel 1982, era diventata incontrollabile e a causa della quale, Joe Strummer, chiese al batterista di lasciare la band.

### Kingston Advice
Registrata allo studio Channel One di Kingston, in Jamaica, il brano risente delle influenze dub soprattutto nella parte iniziale. Anche il testo si ispira alla situazione giamaicana, ma più in generale è un appello alla resistenza e anche una riflessione sulle repressioni politiche in tutto il mondo.

### The Street Parade
Brano poco considerato ma molto apprezzato dai Clash stessi, che lo inserirono nella maggior parte dei loro concerti del 1981, oltre che come bonus track (non accreditata) nella loro compilation Clash on Broadway. Il testo potrebbe essere visto come un primo accenno alla lotta di Joe Strummer contro la propria depressione, con cui ebbe a che fare negli anni '80, dopo lo scioglimento dei Clash. Anche se, al momento della scrittura della canzone, il cantante stava forse più riflettendo sulla propria identità e sulle trappole della popolarità, che cercava di rappresentare nelle proprie canzoni: l'idea di perdersi in mezzo alla folla, il desiderio di rifugiarsi in una situazione in cui nessuno lo riconosce ("Sebbene scomparirò, per unirmi alla parata di strada, Scomparire e svanire, nella parata di strada"). La registrazione di questa canzone è molto simile alla maggior parte delle canzoni dell'album, con molti strumenti extra che si aggiungono al suono, in questo caso, una sezione di fiati e frammenti di marimba caraibica.

### Version City
Version City è la canzone che apre l'ultimo lato del disco. L'inizio del brano è suonato con un Optigan, (precursore delle tastiere digitali odierne), una macchina che riproduceva frammenti di musica preregistrati che potevi gradualmente accelerare. Il resto del pezzo ha un ritmo incalzante, a volte quasi caraibico, caratterizzato dai classici stop and go della band.

### Living in Fame / Silicone on Sapphire / Version Pardner
Sono le versioni dub rispettivamente dei brani If Music Could Talk, Washington bullets (qui privo della parte cantata) e Junco Partner.

### Career Opportunities
Nuova versione dell'omonimo brano presente nel primo album dei Clash del 1977. La canzone venne registrata nuovamente con le parti vocali affidate ai giovanissimi Luke e Ben Gallagher (figli del tastierista Mickey Gallagher) ed una semplice melodia di tastiera al posto delle chitarre della versione originale. Il testo della canzone critica la cultura di demonizzazione dei disoccupati e del presupposto che, accettare un lavoro di basso livello e senza prospettive, sia meglio che essere senza occupazione ("Le opportunità di carriera sono quelle che non bussano mai. Ogni lavoro che ti offrono è per tenerti fuori dal banco degli imputati'). Il nome del brano venne ispirato da un titolo del quotidiano Evening Standard.

### Shepherds Delight
Ultima canzone dell'album che si conclude con questa versione reggae strumentale di Police and Thieves, brano scritto da Junior Murvin, già presente nel primo album della band.

## Formazione
- Joe Strummer — voce, chitarra ritmica
- Mick Jones — chitarre, voce
- Paul Simonon — basso; voce principale in The Crooked Beat
- Topper Headon — batteria, percussioni; voce in Ivan Meets G.I. Joe

Altri musicisti
- Mickey Gallagher — tastiere, piano, organo Hammond
- Tymon Dogg — violino in Junco Partner, The Equaliser, Lose This Skin e Version Pardner; voce in Lose This Skin
- Mikey Dread — effetti sonori; voce in The Crooked Beat, One More Time e Living in Fame
- Ellen Foley — voce in Hitsville UK
- Norman Watt-Roy — basso in The Magnificent Seven e Hitsville UK
- Gary Barnacle, Davey Payne — sassofono
- Arthur Edward "Bill" Barnacle — tromba
- Jody Linscott — percussioni
- Rick Gascoigne — trombone
- Ivan Julian, Noel "Tempo" Bailey — chitarra
- Maria Gallagher - voce in coda a Broadway
- Lew Lewis — armonica a bocca in Version City
- Luke & Ben Gallagher — voce in Career Opportunities

Crediti
- Registrato e mixato da Bill Price
- Produttore — The Clash
- Version mix — Mikey Dread
- Ingegneri del suono — Jerry Green (al Wessex Studios Londra), J. P. Nicholson (all'Electric Ladyland di New York)

## Classifiche

### Classifiche settimanali
| Classifica (1980/81) | Posizione massima |
| -------------------- | ----------------- |
| Australia            | 36                |
| Canada               | 3                 |
| Francia              | 3                 |
| Italia               | 11                |
| Norvegia             | 8                 |
| Nuova Zelanda        | 3                 |
| Regno Unito          | 19                |
| Stati Uniti          | 24                |
| Svezia               | 9                 |

### Classifiche di fine anno
| Classifica (1981) | Posizione |
| ----------------- | --------- |
| Canada            | 21        |
| Italia            | 36        |

## Curiosità
I brani Police on My Back e Something about England accompagnano, rispettivamente, i titoli di testa e di coda del film italiano Il posto dell'anima (2003) di Riccardo Milani. In una scena del film, l'operaio Antonio, interpretato da Silvio Orlando, accenna i primi versi di Something about England (They say immigrants steal the hubcaps of the respected gentlemen/
They say it would be wine and roses, if england were for englishmen again)
cercando di convincere il sindaco del comune abruzzese dove vive, insieme ai suoi compagni di lavoro, di saper parlare inglese e poter così andare negli Stati Uniti per il vertice sindacale con la multinazionale, al fine di evitare la chiusura della fabbrica.
Kurt Cobain dei Nirvana, in un'intervista del gennaio 1992, definì negativamente l'album come la sua prima introduzione alla musica punk. "Ricordo di aver avuto circa quattordici anni e di aver voluto ascoltare un po' di musica punk rock perché ero abbonato alla rivista Cream e leggevo dei Sex Pistols e alla fine ho trovato una copia di Sandinista! in biblioteca. Ma Sandinista non è una buona introduzione al punk rock. Ho pensato "beh, questo è punk rock tanto quanto Elvis".